# Aspidogaster decatis
Aspidogaster decatis är en plattmaskart som beskrevs av Eckmann 1932. Aspidogaster decatis ingår i släktet Aspidogaster och familjen Aspidogastridae. Inga underarter finns listade i Catalogue of Life.